# Bagnet ćwiczebny „Gal”
Bagnet ćwiczebny „Gal” wz. 1985 – polski bagnet ćwiczebny do radzieckiego karabinka automatycznego AKM.
Bagnet ćwiczebny „Gal” został opracowany przez trzech inżynierów – Ryszarda Chełmickiego, Janusza Chętkiewicza i Stanisława Brixa z Ośrodka Badawczo-Rozwojowego „Radom”. Bagnet był używany do ćwiczeń walki wręcz, a zwłaszcza zadawania pchnięć. Zastąpił on używane wcześniej karabinki szermiercze. Szacunkowa liczba bagnetów wyprodukowanych w Zakładach Metalowych „Łucznik” to około 20 tysięcy sztuk.
Bagnet posiada mocowanie do karabinka AKM. Zamiast tradycyjnej ostrej głowni zastosowano jej tępą ruchomą atrapę ze stali nierdzewnej zabezpieczoną na końcu gumową nakładką. Na jej grzbiecie w ⅛ długości od końca – małe, owalne wcięcie, w które wchodzi przy schowanej głowni bolec blokady. Podczas zadawania ciosu głownia chowa się w rękojeści nie powodując żadnych obrażeń. Ukryta w rękojeści sprężyna wypycha ponownie głownię do przodu. Rękojeść identyczna jak ta zastosowana w radzieckim bagnecie 6H4.